# Ełk
Ełk é um município da Polônia, na voivodia da Vármia-Masúria e no condado de Ełk. Estende-se por uma área de 21,05 km², com 61 523 habitantes, segundo os censos de 2017, com uma densidade de 61 523 hab/km².

## História
Por 1283, o último líder sudóvio, Skomand, rendeu-se à Ordem Teutônica na área. Após 1323, a parte norte da região foi administrada pelo comando de Brandenburgo, quando a parte maior com a cidade mais atrasada pertenceu ao comando de Balga. Uma antiga colônia prussiana, a cidade foi documentada primeiramente em 1398 em torno de um castelo construído pelos Reis Teutônicos. O nome alemão da cidade, Lyck, é derivado do seu nome em prussiano antigo, Luks (da palavra para nenúfar, luka), enquanto que outra teoria acredita que o nome vem da palavra polonesa "łęg", que significa prado. Recebeu seus direitos da cidade em 1445.
Em 1910, Lyck tinha mais de 13.000 habitantes. Durante a Primeira Guerra Mundial, muitos cidadãos fugiram quando as tropas do Império Russo atacaram a região, porém retornaram após a batalha de Tannenberg e dos Lagos Masurianos. Tropas inglesas e italianas instalaram-se na cidade após o Tratado de Versalhes para supervisionar o plebiscito da Prússia Oriental, que resultou em 8.339 votos para Alemanha e 8 para Polônia. A cidade foi reconstruída após ter sofrido sérios danos do ataque russo.
Lyck foi destruída, outra vez, por bombardeios durante a Segunda Guerra Mundial e foi capturada pela União Soviética em 1945. O condado de Lyck teve 53.000 habitantes quando o exército soviético invadiu em janeiro de 1945; 20% do população não sobreviveu. A cidade foi colocada sob a administração polonesa em abril de 1945, e a cidade foi reconstruída e rebatizada de Ełk (antes de 1939, nomes poloneses para a cidade eram Łęg e Łęk). Somente alguns alemães poeram retornar e permanecer, uma que os poloneses compunham a maioria da nova população.

## Instrução
- Universidade de Warmia e de Mazury em Olsztyn
- Academy econômico confidencial
- Escola de berçário
- Seminário Catholic mais elevado

## Ensino Médio
- Zespół Szkół Ekonomicznych
- Zespół Szkół Mechaniczno - Elektrycznych
- Nr 1 de Zespół Szkół
- Nr 2 im de Zespół Szkół. K. K. Baczyńskiego
- Nr 3 im de Zespół Szkół. J. H. Małeckich
- I Liceum Ogólnokształcące im. S. Żeromskiego
- Zespół Szkół Rolniczych im. M. Rataja
- Zespół Szkół Samorządowych
- Zespół Szkół nr.6 im. M. Rataja

## Religião
Antes da Segunda Guerra, a cidade e seus arredores eram quase inteiramente de religião luterana. Após a expulsão da população alemã, a religião principal em Ełk tornou-se o catolicismo romano, embora um número de igrejas protestantes também sejam representadas e desempenham um papel importante na vida religiosa da população. Estes incluem a Metodista, Batista, Pentecostal (Assembleias de Deus - Kościół Zielonoświątkowy), Carismático (Kościół Chrześcijański “Słowo Wiary” ou Igreja Cristã da Palavra de Fé) e outras igrejas.

## Brasão de Armas
O atual brasão de armas de Ełk foi adotado em 1999, após a cidade ter sido visitada pelo papa João Paulo II. As cores foram mudadas (de verde a amarelo), o cervo é diferente do antigo emblema. Obteve  adição do insignia do papado.
Até 1967, um emblema diferente com o deus Jano foi usado, mas sua origem é desconhecida.

## Cidades gêmeas
- Hagen, Alemanha
- Nettetal, Alemanha
- Nemenčinė, Lituânia
- Burlington, Estados Unidos

## Residentes notáveis
- Ludwig von Baczko (1756-1821), historian
- Hugo Zwillenberg (1885-1966), homem de negócios
- Kurt Symanzik (1923-1983), físico
- Siegfried Lenz (carregado 1926), autor
- Leszek Błażyński (1949-1992), boxer
- Cezary Zamana (carregado 1967), cyclist
- Paweł Sobolewski (carregado 1979), footballer
- Józef Manczuk (carregado 1950), footballer